# Pushan
Pushan är i indisk mytologi en gud som ”visar vägen”: han styr solens bana, leder och beskyddar själar och resenärer. 